# Stratocles costaricensis
Stratocles costaricensis är en insektsart som beskrevs av Rehn, J.A.G. 1904. Stratocles costaricensis ingår i släktet Stratocles och familjen Pseudophasmatidae. Inga underarter finns listade i Catalogue of Life.